# Euamiana torniplaga
Euamiana torniplaga là một loài bướm đêm trong họ Noctuidae.